# Mikoláš Aleš

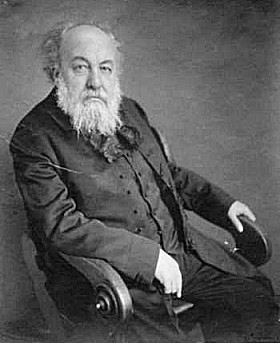
Mikoláš Aleš en 1912

Mikoláš Aleš (Mirotice, cerca de Písek, 18 de noviembre de 1852 - Praga, 10 de julio de 1913) fue un ilustrador y pintor de renombre de la República Checa.

## Biografía
Nacido en una familia modesta del sur de Bohemia, y desde los cuatro años sorprendió a su entorno por su habilidad para el dibujo. Sus dos hermanos mayores, también dotados para las artes plásticas, murieron jóvenes. Uno de ellos, František, en 1865 de tuberculosis y Jan de un disparo a la cabeza dos años después.
Tras una formación inicial en el instituto de secundaria de Písek, al morir su madre partió a los diecisiete años para estudiar en la Academia de Praga hasta 1875. Sin embargo, aprendió más de Josef Mánes que de sus profesores, pues allí entabló amistad con escritores y pintores como Jakub Schikaneder, František Ženíšek o Antonín Chittussi.
En 1878, participó en la decoración del Teatro Nacional de Praga con una serie de frescos sobre el tema de «La patria». Un año más tarde se casó con Marina, su amor de la infancia, y viajó con ella a Italia. En esta época trabajó en los frescos de muchas fachadas de edificios, como la iglesia de Vodňany o la neorrenacentista del Hotel Rott y del actual Ayuntamiento de Praga, además de otros en Pilsen y otras localidades de Bohemia, Moravia y Eslovaquia. 
Más tarde siguieron diez años de penurias económicas, en los que el talento del artista fue puesto en tela de juicio. Fue en este tiempo cuando se dedicó a la caricatura, a la ilustración y al dibujo a pluma. Al no tener taller propio, trabajaba en su piso de Praga.
Fundó, junto con otros artistas, el Círculo artístico Josef Mánes en 1887. Su reconocimiento definitivo llegará hacia 1900. A lo largo de su vida realizó más de tres mil dibujos de gran variedad: ilustraciones para revistas, libros, poemas, invitaciones, barajas de cartas, postales, calendarios, por lo que se puede decir que es uno de los más relevantes creadores del diseño modernista.
Murió en el barrio praguense de Vinohrady y fue enterrado en el cementerio de Vyšehrad, donde reposan grandes nombres de la cultura checa. El poeta Jaroslav Seifert le rindió homenaje en un poemario publicado en 1949. El Castillo de Troja situado a las afueras, en el noroeste de Praga, alberga varias de sus obras.

## Obras

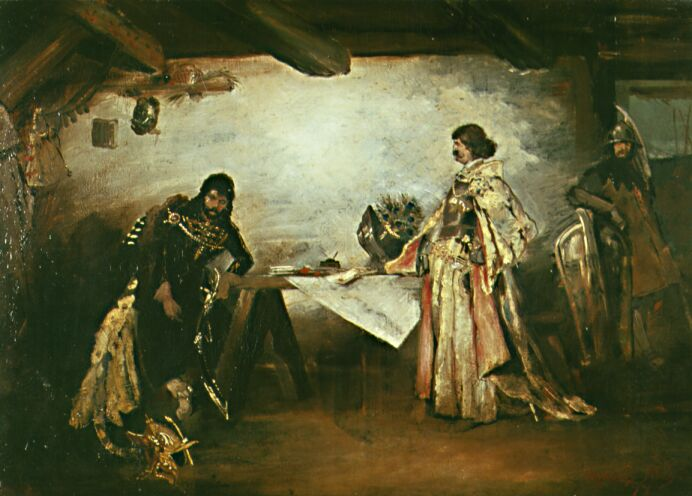
Jiří z Poděbrad (Jorge de Podiebrad) y Matías Corvino de Hungría

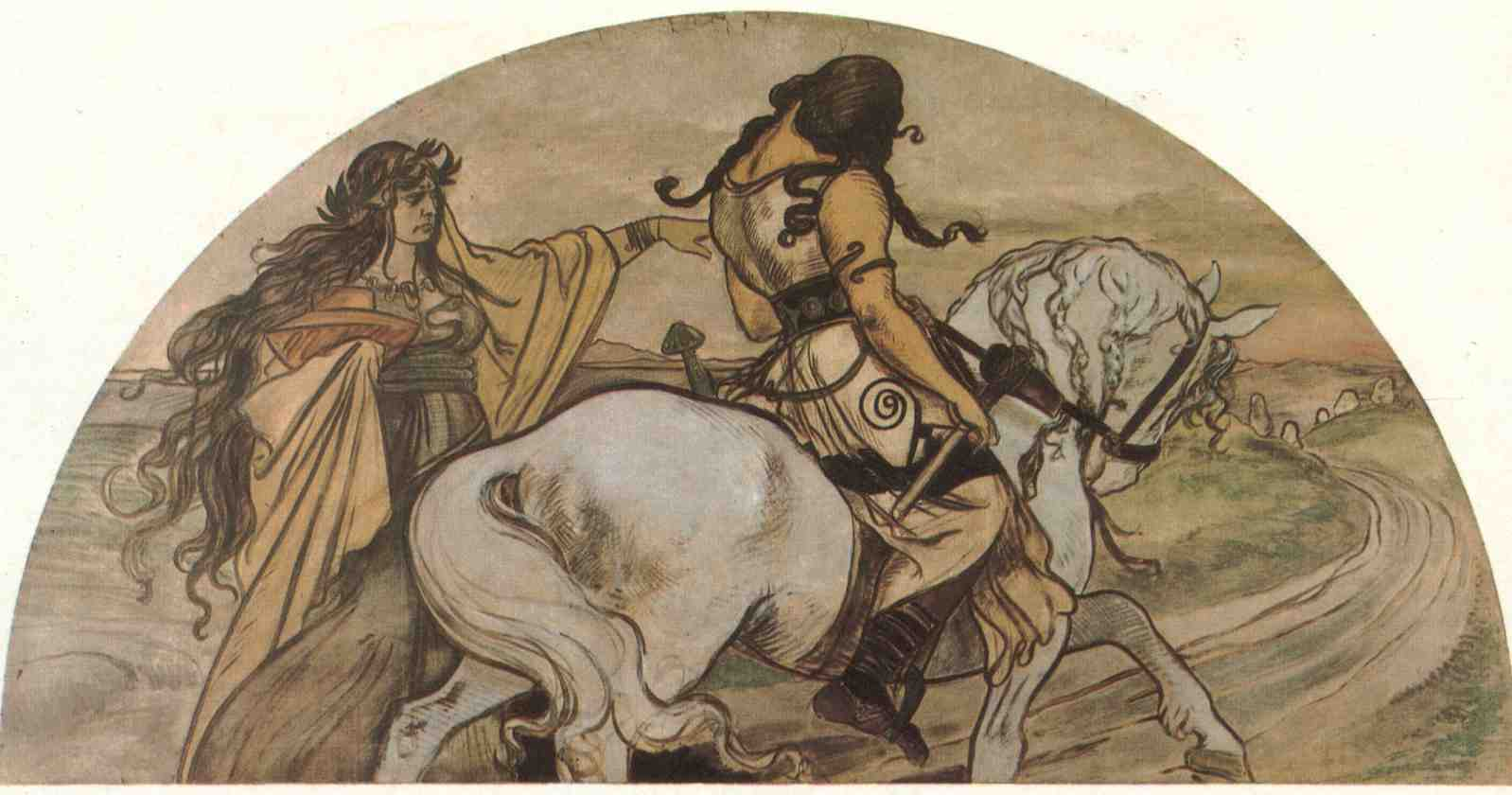
Žalov (1880)
Galerie Artchiv.

- Frescos de la iglesia gótica de san Venceslao de Strakonice (antiguo ayuntamiento), h. 1880.
- Frescos de la fachada del Hotel Rott de Praga h. 1880.
- Fugitivos en un bosque (óleo sobre cartón), 1877-78, Galería Nacional de Praga
- Gloria de Chequia (cartón), 1875.
- Jan Žižka, acuarela.
- Jiří z Poděbrad (Jorge de Podiebrad) y Matías Corvino de Hungría
- Mosaicos para el Ayuntamiento de Praga (cartón), 1904.
- Noble bohemio, 1910.
- La patria (frescos del Teatro Nacional de Praga), 1879.
- El rabí Loew leyendo el Talmud, 1897.